# 日本基督教団今津教会会堂

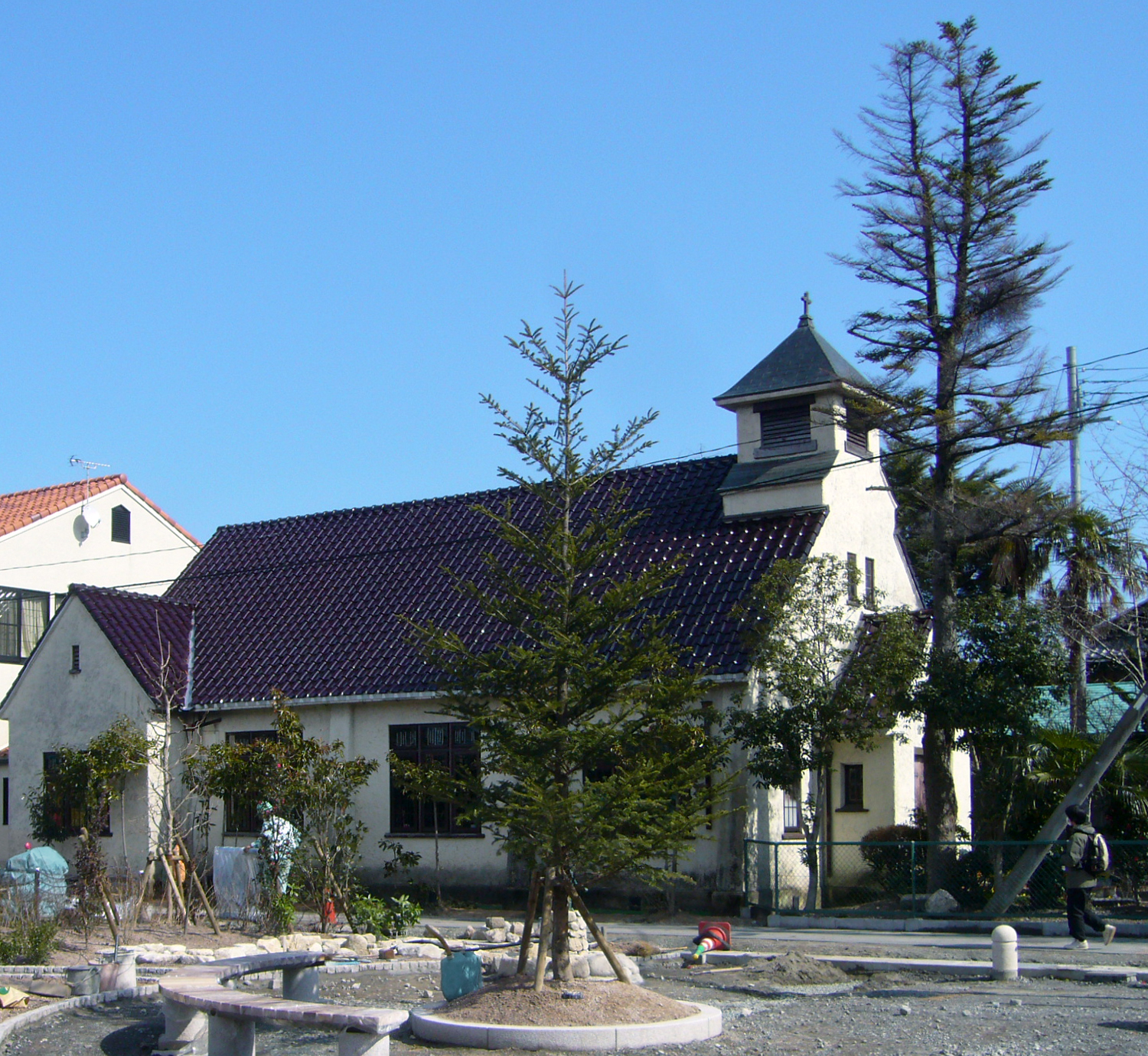
側面

日本基督教団 今津教会会堂（にほんきりすときょうだん いまづきょうかいかいどう）は、滋賀県高島市今津町今津1650-1にある教会堂建築。ヴォーリズ通りに面して建っている。ウィリアム・メレル・ヴォーリズの設計によって、1934年（昭和9年）に竣工した。国の登録有形文化財。
1922年（大正11年）に建設された今津基督教会会館の隣に教会堂として建設された。現在は日本基督教団今津教会今津幼稚園（1932年創立）の施設としても活用されている。

## 施設
礼拝堂を中心に、玄関脇に事務室と読書室、講壇脇に教室を配する。　

## 建築概要
- 設計 - ヴォーリズ建築事務所（ウィリアム・メレル・ヴォーリズ）
- 竣工 - 1934年
- 構造・規模 - 木造、切妻造、瓦葺き、間口約8m、奥行約15m
- 所在地 - 滋賀県高島市今津町今津1650-1

## 交通アクセス
- JR湖西線近江今津駅から徒歩10分

## 周辺情報
- 琵琶湖周航の歌資料館
- ヴォーリズ通り
  - 今津ヴォーリズ資料館
  - 旧今津郵便局
- 住吉神社
- 阿志都弥神社・行過天満宮
- 今津のザゼンソウ群落（滋賀県緑地環境保全地域：国内南限のざぜん草群生地）
- 今津港（竹生島行き）